# Anna Nicole Smith
Pour les articles homonymes, voir Anna Smith, Hogan et Smith.
Vicki Lynn Hogan, dite Anna Nicole Smith, née le 28 novembre 1967 à Houston (Texas) et morte le 8 février 2007 à Hollywood (Floride), était une mannequin, stripteaseuse, actrice et chanteuse américaine.

## Biographie

### Enfance
Vicki Lynn, née à Houston en 1967, est la fille de Donald Hogan (1947–2009) et de Virgie Arthur née Tabers (1951–2018). Elle a plusieurs demi-frères et sœurs du côté de son père,.
Lorsqu’elle est encore enfant, son père abandonne sa mère et ses six enfants. Elle est élevée par sa mère et sa tante, dans la petite ville perdue de Mexia au Texas où les activités sont peu nombreuses. Devenue Nikki Hart par le mariage de sa mère en 1971 avec Donald R. Hart, elle va à l'école à Houston mais abandonne le collège en 1982, âgée de 14 ans.
Adulte, Anna Nicole vivra un épisode traumatisant lorsqu'elle finira par retrouver son père biologique. Cet homme condamné pour agressions sexuelles sur mineures tentera de la violer lors de leurs retrouvailles en Californie.

### Stripteaseuse et mannequin
Elle travaille alors au Jim's Krispy Fried Chicken, un restaurant de poulet frit, et se marie le 4 avril 1985 avec Billy Wayne Smith, cuisinier au restaurant. Deux ans plus tard, ils ont un fils, Daniel Wayne Smith.
L’année suivante, Anna Nicole est engagée dans une boîte de nuit comme strip-teaseuse sous les pseudonymes de Nikki et Robin. Depuis son enfance, elle admirait beaucoup Marilyn Monroe et s’habillait pour lui ressembler.
Elle est abordée par un photographe travaillant pour une agence de mannequins. Il lui promet de faire d’elle une star à condition qu’elle fasse ce qu’il lui conseillerait. Elle fait alors appel à la chirurgie esthétique par la pose d’implants mammaires pour obtenir des seins beaucoup plus volumineux (d’où le sobriquet de « pneumatique »), elle prend un peu de poids et s’entraîne à retrousser la lèvre supérieure, augmentant ainsi sa ressemblance avec Marilyn Monroe.

### Mariage avec un milliardaire et héritage
Alors qu'elle se produit dans un club de strip-tease de Houston en octobre 1991, Smith rencontre le milliardaire, ancien avocat et alors magnat du pétrole de 86 ans, J. Howard Marshall. Au cours de leur liaison de deux ans, Marshall offre de coûteux cadeaux à Smith et lui aurait demandé de l'épouser plusieurs fois.
Elle est choisie comme playmate de Playboy : « Miss mai 1992 » puis Playmate de l’année 1993. Comme prévu, elle est comparée à Marilyn Monroe pour sa plastique pulpeuse et sa blondeur peroxydée.
En 1993, alors qu’elle a 26 ans, elle épouse J. Howard Marshall qui a alors 88 ans et dont la fortune est estimée à plus d'1,5 milliard de dollars.
Anna Nicole est alors impliquée dans une bataille juridique contre le fils et héritier de son défunt mari, E. Pierce Marshall, au sujet de sa part revendiquée d’héritage. Même si Smith ne figure pas sur le testament de son mari, elle affirme qu'en échange de son mariage, il lui avait promis verbalement la moitié de sa succession, qui consistait principalement en une participation de 16 % dans l'entreprise Koch Industries, d'une valeur alors de 1,6 milliard de dollars ce que E. Pierce Marshall conteste. Anna Nicole Smith s'allie alors temporairement avec l'autre fils de J. Howard, J. Howard Marshall III, qui avait précédemment été renié par son père après avoir tenté de prendre le contrôle de Koch Industries, et qui ne figurait pas non plus sur le testament de son père. Comme Anna Nicole, Howard III affirme que son père lui avait promis verbalement une partie de la succession.
Après plusieurs procédures et décisions de justice, parfois en sa faveur, parfois en sa défaveur, elle finit, en mars 2002, par obtenir 88 millions de dollars de la succession de son mari, mais cette décision est annulée par la Cour d’appel de San Francisco. Le 1er mai 2006, Mme Smith, est autorisée par la Cour suprême des États-Unis à poursuivre son action en justice. Mais le décès de Pierce Marshall, le 24 juin 2006, modifie la donne et la procédure se poursuit autrement. Après la mort de Nicole Smith en 2007, l'affaire se poursuit également mais au nom de sa fille Dannielynn Birkhead. La succession de Smith réclame 44 millions de dollars de dommages-intérêts compensatoires pour sanctionner la succession de E. Pierce Marshall, mais, en août 2014, le juge du tribunal de district fédéral américain du comté d'Orange en Californie rejette ces demandes.

### Téléréalité et publicité
En 2002, Anna Nicole Smith est la vedette d’une émission de téléréalité diffusée sur le câble titrée The Anna Nicole Show qui raconte sa vie privée et personnelle. Les critiques pleuvent sur cette émission, certains la disant mauvaise à faire pitié. De fait, c’est un succès au début, mais l’audience décroit semaine après semaine, elle est supprimée en février 2004.
En octobre 2003, elle a fait de la publicité pour les produits de régime TrimSpa (en) dont elle dit qu'ils l’auraient aidée à perdre 31 kg. La société TrimSpa et Smith sont ensuite poursuivis pour commercialisation d'une pilule amaigrissante fausse ou trompeuse dans un recours collectif.
En novembre 2004, Smith apparaît aux American Music Awards pour présenter Kanye West et attire l'attention en raison de ses troubles d'élocution et de son comportement. Elle fait aussi allusion à TrimSpa. La presse people a avancé que Smith était sous l'influence de substances chimiques et ses représentants ont expliqué qu'elle souffrait d'une série d'entraînements exténuants.
En mars 2005, au premier MTV Video Music Awards du Luna Park de Sydney en Australie, Anna Nicole Smith tire sa robe vers le bas pour révéler ses deux seins, chacun recouvert du logo MTV.

### Naissance de sa fille et mort de son fils
Après le décès de son époux, Anna Nicole a plusieurs liaisons. De janvier 2000 à mars 2002, elle sort avec Mark Hatten. Le 7 septembre 2006, aux Bahamas, elle donne naissance à une fille, rapidement surnommée Dannielynn,.
Daniel Wayne Smith, le fils âgé de 20 ans d'Anna Nicole Smith, né le 22 janvier 1986, meurt le 10 septembre 2006 dans la chambre d'hôpital de sa mère aux Bahamas alors qu'il lui rend visite ainsi qu'à son bébé qui venait de naître.
L'autopsie révèle que Daniel Smith est décédé des suites de l'interaction entre la méthadone, l'analgésique Ambien, et les antidépresseurs Zoloft et Lexapro retrouvés dans son organisme, deux autres molécules utilisées pour le réanimer après qu’il s’est effondré dans la chambre de sa mère, pourraient être responsables des contusions constatées dans le dos et sur les épaules du jeune homme. Cet ensemble de médicaments lui aurait été fatal en cinq heures. Les conclusions du Dr Govinda Raju, qui a pratiqué une autopsie de Daniel Smith, confirment celles du médecin privé qui avait pratiqué la première autopsie peu après le décès du jeune homme. Le compagnon et avocat d'Anna, Howard K. Stern, qui a assisté aux derniers moments du jeune Daniel, déclare que les médicaments qu'il prenait avaient été prescrits par des médecins pour lutter soit contre la dépression, soit contre des maux de dos.
Après s'être unie à Stern le 28 septembre 2006, lors d'une cérémonie informelle devant un pasteur baptiste, Anna Nicole reste aux Bahamas avec son bébé Dannielynn et Stern. La famille de son fils aux États-Unis, dont le père du défunt, Billy Smith, se réunit avec des amis le 7 octobre 2006 à Mexia pour un service commémoratif. Daniel Wayne Smith est enterré au cimetière Lake View à New Providence aux Bahamas, le 19 octobre 2006, près de six semaines après sa mort. Selon Howard K. Stern, Anna Nicole est anéantie par la mort de son fils qu'elle adorait, lors de ses funérailles, elle a fait ouvrir le cercueil et voulait être enterrée avec lui.

### Le manoir aux Bahamas
À la fin de 2006, Anna Nicole obtient le statut de résidente permanente aux Bahamas par le ministre de l'Immigration Shane Gibson. Le 11 février 2007, des photographies publiées dans les journaux la montrent au lit dans les bras de Gibson. Gibson démissionne après la vague de controverses sur sa relation avec Anna Nicole Smith.
La base du statut de résidence permanente de Anna Nicole reposait sur son affirmation de posséder un manoir à 900 000 $, qui, selon elle, lui avait été donné par un ancien petit ami, le promoteur immobilier Gaither Ben Thompson de Caroline du Sud. Mais Thompson a affirmé qu'il avait prêté à Smith les fonds nécessaires pour acheter la propriété, qu'elle ne l'avait pas remboursé, et qu'il tentait de récupérer sa propriété. Afin d'expulser Anna Nicole de la propriété, Thompson la poursuit en justice devant le tribunal des Bahamas et obtint un jugement par défaut contre elle lorsqu'elle ne répond pas à l'ordre d'expulsion ou ne comparaît pas devant le tribunal, le 28 novembre 2006.

### Incertitude sur la paternité de sa fille
Anna Nicole avait fait inscrire sur le certificat de naissance de sa fille le nom de son compagnon et avocat Howard K. Stern, mais son autre compagnon (depuis 2004), le photographe Larry Birkhead, croit être le père biologique et dépose une plainte pour établir sa paternité,. Le 9 février 2007, Frédéric Prinz von Anhalt, époux de l’actrice Zsa Zsa Gabor, affirme qu’il a entretenu une relation extraconjugale de dix ans avec Anna Nicole Smith et qu’il est possible qu’il soit le père de la fillette,. Il passe un test ADN ainsi qu'un test de détecteur de mensonges à Los Angeles, le 20 février. Un peu plus tard, Alexander Denk, le garde du corps de Smith depuis plus de cinq ans, déclare au programme de télévision tabloïd Extra qu'il avait une liaison avec Smith et que lui aussi était potentiellement le père de son enfant,.
Le 14 février 2007, le juge Lawrence Korda ordonne que le corps d’Anna Nicole Smith soit préservé en vue d’un test ADN pour déterminer qui est le véritable père de son bébé de cinq mois.
Le 10 avril 2007, les analyses ADN rendues publiques aux Bahamas permettent d’affirmer que Larry Birkhead est le père de Dannielyn : « il est le père biologique », annonce le Dr Michael Baird chargé d’analyser les échantillons ADN prélevés le 21 mars. Les papiers du bébé sont modifiés en fonction de cette nouvelle identité et son nom passe de Stern à Birkhead, elle devient Dannielynn Hope Marshall Birkhead et son père en obtient la garde. Birkhead peut rentrer avec sa fille Dannielynn aux États-Unis.

### Mort et enquête
Anna Nicole est hospitalisée à la fin de 2006, à la suite d'une pneumonie. Le 8 février 2007, elle est retrouvée inconsciente dans la chambre 607 du Seminole Hard Rock Hotel and Casino à Hollywood en Californie. Le personnel paramédical tente en vain de la réanimer durant son transfert de l'hôtel vers le Memorial Regional Hospital mais elle ne sort pas de son coma.
Anna Nicole Smith meurt à l’âge de 39 ans le même jour.
Le 9 février, le médecin légiste chargé de l’autopsie n’est pas en mesure de déterminer la cause précise de sa mort. Il évoque trois hypothèses : une cause naturelle, une cause liée à l’ingestion de drogues ou substances chimiques ou un mélange des deux.
Le 14 février, Howard K. Stern, son compagnon, confie à sa sœur qu’Anna Nicole Smith avait plus de 40,5 °C de fièvre peu avant sa mort et qu’une infirmière avait été dépêchée au Seminole Hard Rock Hotel & Casino de Hollywood. Il précise que l’infirmière chargée d’Anna Nicole Smith a appelé les secours lorsqu’elle s’est rendu compte de l’absence de réponse de sa patiente. Howard K. Stern ajoute que celle-ci était déprimée et souffrante, qu’elle ne s’était jamais remise de la mort de son fils Daniel âgé de 20 ans, survenue quelques mois auparavant aux Bahamas. Le 16 février, une tentative de suicide d’Anna Nicole Smith est rendue publique. Howard K. Stern a également évoqué son projet de se marier avec elle le 27 février.
Le 2 mars 2007, à la suite d'une décision de justice, son corps est transporté aux Bahamas par avion privé et enterré quelques heures plus tard, dans la plus stricte intimité, à Nassau, la capitale des Bahamas, aux côtés de son fils Daniel.
Une enquête de sept semaines est menée par le médecin légiste du comté de Broward en collaboration avec la police de Seminole et plusieurs médecins légistes et toxicologues indépendants. Finalement, le 27 mars 2007, la police annonce lors d’une conférence de presse que l'autopsie révèle que l’ex-playmate a succombé à une overdose accidentelle le 8 février 2007 dans un hôtel-casino de Floride, par une « intoxication médicamenteuse combinée » avec le somnifère hydrate de chloral comme « composant majeur »,,,.
Le 13 mars 2009, Howard K. Stern et les médecins Sandeep Kapoor et Khristine Eroshevich sont inculpés pour conspiration et prescriptions de médicaments frauduleux. Ils auraient donné des milliers de médicaments pendant des années à l'ancienne playmate, la menant à une overdose fatale en 2007,,. Après avoir été jugés coupables en octobre 2010, ils sont innocentés trois mois plus tard par un juge de la Cour suprême.
Un monument de granit noir est installé sur la tombe de Smith aux Bahamas en février 2009.

### Testament
Le testament d'Anna Nicole Smith a été préparé par l'avocat Eric Lund et exécuté le 30 juillet 2001 à Los Angeles en Californie. Smith a désigné son fils Daniel comme l'unique bénéficiaire de sa succession, a spécifiquement exclu les autres enfants et a nommé Howard K. Stern exécuteur testamentaire de la succession. Le testament indique des biens personnels évalués à 10 000 $ et des biens immobiliers évalués à 1,8 million de dollars, avec une hypothèque de 1,1 million de dollars, au moment de son décès. Une demande d'homologation du testament de Smith est déposée devant la Cour supérieure du comté de Los Angeles, inscrivant Larry Birkhead comme partie intéressée à la succession.
En 2008, Dannielynn est déclarée héritière unique de la succession de Smith, estimée à 700 000 $.

## Engagements
Anna Nicole Smith s'est engagée auprès de l'association de défense des droits des animaux PETA, contre la fourrure et la chasse aux phoques notamment.
Elle participe en novembre 2004 à une campagne intitulée « Gentleman Prefer Fur-Free Blondes » (en français « Les hommes préfèrent les blondes sans fourrure »), dans laquelle elle s'affiche en robe de satin rose, entourée de plusieurs hommes en costume, en référence à Marilyn Monroe dans le clip musical « Diamonds Are a Girl's Best Friend » du film Les hommes préfèrent les blondes.
Elle soutient également la communauté LGBT, et participe à la parade de la Marche des fiertés de Los Angeles, le 12 juin 2005. Durant cette parade, elle s'affiche avec une pancarte s'opposant à l'amendement constitutionnel voulant interdire le mariage homosexuel.

## Filmographie

### Cinéma
- 1994 : Le Grand Saut : Za-Za
- 1994 : Y a-t-il un flic pour sauver Hollywood ? : Tanya (qui lui a valu le titre de « plus mauvaise nouvelle star » aux Golden Raspberry Awards de 1994)
- 1995 : Une femme à abattre : Colette Dubois / Vickie Linn
- 1997 : Skyscraper : Carrie Wink
- 2005 : Be Cool : Elle-même (caméo)
- 2007 : Illegal Aliens (en) : Lucy

### Télévision
- 1995 : Une fille à scandales : Elle-même
- 1999 : Les Dessous de Veronica : Donna (1 épisode)
- 1999 : Ally McBeal : Myra Jacobs (1 épisode)
- 2000 : N.Y.U.K : Dr. Anita Hugg (1 épisode)

Ainsi qu'un grand nombre de vidéos pour Playboy

## Postérité

### Films en son honneur
Un film sorti en 2007, Anna Nicole Smith : Destin tragique, lui est consacré. Il remémore sa vie du début jusqu'à sa fin.
Un deuxième film (biopic) intitulé Anna Nicole : Star déchue, diffusé en France le 19 mai 2014 (11 semaines après la diffusion aux États-Unis), retrace la vie d'Anna Nicole Smith. Il est réalisé par Mary Harron, et son rôle est interprété par Agnes Bruckner.

### Opéra
Le 17 février 2011, l'opéra Anna Nicole est créé au Royal Opera House de Covent Garden, à Londres. Cette commande officielle, fruit de la collaboration du compositeur Mark-Anthony Turnage et du librettiste Richard Thomas, retrace la vie et la mort de la playmate.

### Documentaires télévisés
- « Le destin brisé d'une starlette hollywoodienne » (deuxième reportage) le 31 mars 2018 dans Chroniques criminelles sur TFX.
- Celle que vous croyez connaître : Anna Nicole Smith, mai 2023, sur Netflix.

### Livres
- En 2016, le roman de Camille de Peretti, Blonde à forte poitrine, s'inspire de la vie d'Anna Nicole Smith[60].
- En 2023, A. N. Smith fait l'objet du dernier portrait brossé par Adrien Gombeaud dans Des blondes pour Hollywood.